# Zicrona caerulea
Zicrona caerulea е вид хищно полутвърдокрило насекомо от семейство Миризливки (Pentatomidae).

## Разпространение и местообитание
Видът е разпространен в цяла Европа (без Исландия), Северна Америка и голяма част от Азия.
Среща се предимно по ниска растителност, понякога и на дървета, където намира своята плячка. Предпочита тревисти местности, покрайнини или по-отворени пространства на гори, някои културни насаждения.

## Етимология
Видовият епитет caerulea означава „син, синкав“.

## Външен вид

### Имаго
Zicrona caerulea достига дължина 5 – 8 mm, има най-често тъмен синьо-зелен цвят с характерен металически отблясък, добре изразено точкуване на гръбната страна. Цветът може да варира в синьо-виолетов, зеленикав или бронзов. Мембраната на полуелитрите е тъмна.
Главата има силно изпъкнали тъмни очи и е с приблизително трапецовидна форма пред очите. Тилусът е свободен и дълъг колкото бузите. Хоботчето е сравнително дебело и, когато е изпънато назад, достига почти до основата на третата двойка крачета.
Преднегръбът е с прави странични ръбове и заоблени задни ъгли, неиздаващи се отвъд страничния ръб на полуелитрите. Скутелумът е по-къс от кориума; леко вдлъбнат ъгъл отделя езиковидната му дистална част от проксималната, която има странични вдлъбнатини.
Предното бедро без зъбче (срв. Jalla spp).

### Нимфа
Незрялата форма (нимфата) има същото синьо-зелено металическо оцветяване на главата и преднегръба като имагото. Непокритото коремче обаче е в ярко червен цвят с черни петна.
- Млада нимфа се храни
- По-възрастна нимфа
- Имаго
- Възрастно се храни край Ботевград

## Жизнен цикъл
Обикновено има едно поколение годишно и презимува като имаго – най-често сред опадалите листа или в основата на храсти. Снася яйцата си през пролетта, нимфите преминават през пет възрасти преди новите възрастни да се появят през лятото.

## Начин на живот
Подобно на останалите представители на подсемейство Asopinae (=Amyotinae), и тази миризливка е хищна и използва хоботчето си за да изсмуква вътрешността на други насекоми. Най-често жертвите ѝ са ларви на бръмбари листояди, но включва в менюто си и някои други бръмбари, ципокрили и пеперуди.